# Paul Hubschmid
Paul Hubschmid (20 de julio de 1917 - 1 de enero de 2002) fue un actor teatral y cinematográfico suizo.  

## Biografía

### Inicios
Nacido en Aarau, Suiza, Paul Hubschmid era hijo de un actor aficionado que trabajaba en la fábrica de calzado Bally, mientras que su madre, que no tenía educación secundaria, escribía regularmente para periódicos bajo el respaldo de 
Friedrich Witz, amigo de la infancia de su esposo.
Mientras vivía en Schönenwerd, el entusiasmo por el teatro de su padre, así como su admiración por Alexander Moissi fueron traspasados a Paul. Paul tenía una hermana tres años menor, Aliceli, y un hermano un año menor, que se vio afectado por una meningitis y que falleció a los veintiséis años de edad.
Paul estudió en el Aargauer Gymnasium, donde subió por vez primera al escenario durante una representación estudiantil. Esa actuación fue inusual, ya que contó con la participación del actor Norbert Schiller, del Stadttheater de Berna. 
Tras ese éxito, Paul habló con su familia de su deseo de hacerse actor. Por ello, su madre organizó una evaluación por parte del actor Heinrich Gretler. Tras diferentes consultas profesionales, se recomendó que acudiera a formarse al Seminario Max Reinhardt, en Viena.
En la temporada 1937/38 el coste de los estudios en dicho seminario no estaba al alcance de la familia, pero gracias a su madre, Paul acabó consiguiendo una beca, aunque antes hubo de finalizar un período de reclutamiento. Durante su estancia en el Seminario Reinhardt ocurrió el Anschluss. Paul intentó evitar al nacionalsocialismo apelando a la neutralidad suiza, a fin de continuar su formación. Tras graduarse, obtuvo un compromiso en el Deutschen Volkstheater de Viena, donde encarnó a Melchtal en la obra Guillermo Tell, la cual finalmente fue prohibida.

### Comienzo de su carrera artística
Se encontraba en el seminario cuando recibió una llamada de Suiza ofreciéndole por recomendación de Leopold Lindtberg una actuación en una película suiza. Se trataba del film Füsilier Wipf, y en el mismo necesitaban actores con acento suizo. La cinta convirtió a Paul en un conocido actor de la noche a la mañana.
Como Hubschmid no tenía intención de dedicarse al cine, siguió con su compromiso con el Volkstheater de Viena. Allí actuó en El sueño de una noche de verano con O. W. Fischer, Curd Jürgens y Gert Fröbe, los cuales más adelante obtuvieron fama mundial.
En la primavera de 1939 Paul Hubschmid fue a Berlín para actuar en la película Maria Ilona. Después, Emil Jannings le ofreció trabajar en otras dos cintas. Sin embargo, una vez preparado el rodaje, estalló la Segunda Guerra Mundial, y Paul hubo de volver a Suiza.
En Suiza trabajó para las tropas de permiso. Además, con P. W. Straub y Gerda Forrer, considerada la mujer más bella de Suiza, trabajó en una película con olores pensada para la Exposición General de segunda categoría de Nueva York de 1939, y en la temporada 1939/1940 participó en una gira para la organización Schweizer Nationalspende.
Luego le llegó una oferta para adaptar a la pantalla la novela Die missbrauchten Liebesbriefe, de Gottfried Keller, siendo premiada la película en la Bienal de Venecia. 
En el Theater in der Josefstadt encarnó a Leander en la obra Des Meeres und der Liebe Wellen. Entonces Heinz Hilpert le ofreció un contrato de tres años, actuando Hubschmid generalmente bajo su dirección. Además, el actor fue contratado por Tobis Film, aunque sin exclusividad, ya que el teatro seguía siendo su prioridad. Para la productora no rodó películas de propaganda, por lo que no llegó a encarnar a héroes de guerra o militares.
En 1944 los teatros cerraron, y los actores en ocasiones hubieron de trabajar en fábricas de armamentos. Paul actuó en la película suiza Wilder Urlaub y después en Viena en el drama Der gebieterische Ruf. Tras la guerra, Hubschmid hizo gira con la United Service Organizations, organización del ejército estadounidense, representando la obra Private Lives, de Noël Coward. Posteriormente volvió al cine y al teatro.

### Hollywood
El cine estadounidense inspiraba tanto a Hubschmid que deseaba viajar a Hollywood. El editor de Schweizer Filmzeitung ofreció enviar fotos a René Hubert, un diseñador de vestuario suizo con contactos con los estudios y los agentes artísticos. Finalmente, y tras varias vicisitudes, Universal Studios le ofreció un contrato de cinco años sometido a una prueba. Así, en octubre de 1948 Hubschmid pudo volar a los Estados Unidos, donde superó la prueba.
Dado que Hubschmid era difícil de pronunciar en Estados Unidos, la productora le dieron el nombre artístico de Paul Christian, inspirado en la película Mutiny on the Bounty, en la cual Clark Gable encarnaba al oficial Christian.
El actor debía debutar en la cinta Sword in the desert, junto a Jeff Chandler y la sueca Märta Torén. Sin embargo, una inflamación ocular que duró varias semanas pospuso su debut. Finalmente se inició con la película Bagdad, una epopeya que contenía escenas rodadas en el Desierto de Mojave.
Paul y su familia se sumaron a la colonia cinematográfica de habla alemana, compuesta por importantes actores. Su siguiente película fue la coproducción italiana, francesa y estadounidense Thief of Venice, que se rodó completamente en Venecia en dos meses. Después rodó No Time for Flowers, filmada en Viena.
Universal no tenía ningún papel a su disposición, por lo que en 1953 actuó en The Beast from 20,000 Fathoms, film producido por Warner Bros. y que tuvo un éxito sorprendente. En ese año el trabajo en Hollywood disminuía, pues la televisión robaba público al cine y las producciones cinematográficas  se redujeron a la mitad. Recibió ofertas europeas, y Hubschmid decidió finalmente su regreso.

### Vuelta a Europa
De nuevo en Suiza, la familia se estableció en el Cantón del Tesino, en Castagnola-Cassarate-Ruvigliana. Actuó en la película Palace Hotel, para la cual el actor pasó dos semanas en un gran hotel de Zúrich a fin de poder interpretar correctamente a un cocinero y camarero.
Hubschmid rodó Der Rommelschatz, película dirigida por Romolo Marcellini. Volvió de nuevo a California pero, ante la insistencia de su agente, finalmente se centró en las ofertas llegadas de Múnich antes que en las de Hollywood. Por ello la familia fue a vivir a Pöcking, Alemania. Protagonizó Die Zürcher Verlobung, y luego actuó en Italienreise – Liebe inbegriffen, a partir de la novela de Barbara Noack, película que le permitió residir 50 días en Italia. La siguiente producción, rodada en Isquia, fue Scampolo, con Romy Schneider.
La colaboración con Fritz Lang no podía rechazarse, por lo cual Hubschmid, actor respetado por Lang, rodó con él Das indische Grabmal y El tigre de Esnapur, a pesar de que los rodajes exigieron viajar fuera de Europa.
La obra musical My Fair Lady se estrenó con gran éxito en el circuito de Broadway en 1956, y Paul Hubschmid estaba interesado en trabajar en la misma si se representaba en Alemania. Se valoró dar el papel de Higgins a Curd Jürgens o a Viktor de Kowa, pero finalmente lo obtuvo Hubschmid. Se estrenó en Berlín el 13 de agosto de 1961, el día en que se iniciaba la construcción del Muro de Berlín. Hubschmid y su familia se mudaron Dahlem para poder actura en la piezza, de la cual se hicieron más de 600 representaciones.
Después de ello Paul Hubschmid rodó seis películas seguidas. Asistió al Festival de cine de Uruguay, que le dio la oportunidad de visitar Brasilia. En esa época el periodista Will Tremper le sugirió interpretar a un magnate de la prensa en la película Playgirl, en la que conoció a Eva Renzi. Era el debut de Renzi, y supuso un gran éxito de público. En 1968, y pasados 17 años, volvió a trabajar para Universal en In Enemy Country. En Manon 70 Hubschmid tuvo algunas escenas con Catherine Deneuve, a la que consideraba hermosa como una diosa pero inaccesible.
Con su nueva esposa Eva Renzi, adquirió una casa en Saint Tropez. En los años 1970 estaba de moda el teatro itinerante, y Hubschmid se unió a uno, viajando en gira. En 1973, doce años después de la última representación de My Fair Lady en el Theater des Westens, la obra se repuso, retomando Paul su papel de Higgins, que llegó a encarnar en más de 2000 ocasiones.
En 1980 Hubschmid fue galardonado con el premio Filmband in Gold de los Deutscher Filmpreis. En los años 1980 participó en las campañas publicitarias de Mon Chéri. Además, actuó de manera ocasional para la televisión, como en la producción Wie ein Blitz, con texto de Francis Durbridge, o en las series Kir Royal y Jolly Joker.

### Vida privada y muerte
Paul Hubschmid se casó en tres ocasiones, siendo actrices sus tres esposas.
Su primer matrimonio fue con Ursula von Teubner, a la que conoció en Viena en una fiesta tras una actuación. El padre de ella era general de la Luftwaffe, y la madre procedía de una familia cervecera. La pareja contrajo matrimonio en Viena en 1942, y tuvo un hijo en 1945: Peter Hubschmid, que con el tiempo sería crítico gastronómico. Estando Hubschmid de gira con My Fair Lady, Ursula falleció en Berlín a causa de una dosis elevada de medicamentos contra el insomnio y el alcohol.
Durante el rodaje de Playgirl, Eva Renzi se convirtió en su pareja. Se casaron en 1967 en Las Vegas, y él adoptó a la hija de dos años de Renzi, Anouschka Renzi. Ambos se divorciaron en el año 1983.
Paul ensayaba de cara a una gira teatral en Colonia, en el Millowitsch-Theater, y se buscaba una actriz para actuar en Nicht zuhören, meine Damen. La elegida fue Irene Schiesser. Irene aprendió el texto en cuatro días y el estreno fue un éxito. Ambos se convirtieron en pareja, y se casaron en el verano de 1985. Permanecieron unidos hasta la muerte de él, ocurrida en Berlín en el año 2002.

## Filmografía
- 1938 : Füsilier Wipf
- 1939 : Maria Ilona
- 1940 : Mein Traum
- 1940 : Die missbrauchten Liebesbriefe
- 1940 : Mir lönd nüd lugg
- 1942 : Meine Freundin Josefine
- 1942 : Der Fall Rainer
- 1943 : Wilder Urlaub
- 1943 : Altes Herz wird wieder jung
- 1944 : Der gebieterische Ruf
- 1944 : Liebesbriefe
- 1945 : Das seltsame Fräulein Sylvia
- 1948 : Arlberg-Express
- 1948 : Gottes Engel sind überall
- 1948 : Der himmlische Walzer
- 1949 : Geheimnisvolle Tiefe
- 1949 : Bagdad
- 1949 : Das Gesetz der Liebe
- 1950 : Il ladro di Venezia
- 1952 : No Time for Flowers
- 1952 : Palace Hotel
- 1952 : Die Venus von Tivoli
- 1953 : Mit siebzehn beginnt das Leben
- 1953 : The Beast from 20,000 Fathoms
- 1953 : Musik bei Nacht
- 1953 : Maske in Blau
- 1954 : Schule für Eheglück
- 1954 : Ungarische Rhapsodie
- 1954 : Glückliche Reise
- 1955 : Die Frau des Botschafters
- 1955 : Ingrid – Die Geschichte eines Fotomodells
- 1955 : Il tesoro di Rommel
- 1956 : Liebe, die den Kopf verliert
- 1956 : Heute heiratet mein Mann
- 1956 : Du bist Musik
- 1956 : Die goldene Brücke
- 1956 : Salzburger Geschichten
- 1957 : Glücksritter
- 1957 : Die Zürcher Verlobung
- 1957 : Italienreise – Liebe inbegriffen
- 1958 : Scampolo
- 1958 : La morte viene dallo spazio
- 1958 : Meine schöne Mama
- 1958 : Ihr 106. Geburtstag
- 1958 : El tigre de Esnapur
- 1959 : Das indische Grabmal
- 1959 : Liebe, Luft und lauter Lügen
- 1959 : Alle Tage ist kein Sonntag
- 1959 : Auskunft im Cockpit
- 1959 : Zwei Gitarren
- 1959 : Marili
- 1960 : Heldinnen
- 1960 : Die Rote Hand
- 1960 : Die junge Sünderin
- 1960 : Festival
- 1961 : Die große Reise (telefilm)
- 1961 : Napoléon II L’Aiglon
- 1961 : Isola Bella
- 1962 : Ich bin auch nur eine Frau
- 1963 : Elf Jahre und ein Tag
- 1963 : Das große Liebesspiel
- 1964 : Die Diamantenhölle am Mekong
- 1964 : Die Lady
- 1964 : Le grain de sable
- 1964 : Heirate mich, Chéri
- 1964 : Die schwedische Jungfrau
- 1965 : Moi et les hommes de 40 ans
- 1965 : Dis-moi qui tuer
- 1965 : Die Herren
- 1965 : Mozambique
- 1965 : Le majordome
- 1966 : Playgirl
- 1966 : Upperseven, l'uomo da uccidere
- 1966 : Ich suche einen Mann
- 1966 : Ein Gewissen verlangen
- 1966 : A belles dents
- 1966 : Funeral in Berlin
- 1968 : Manon 70
- 1968 : In Enemy Country
- 1968 : Negresco****
- 1969 : Hotel Royal (telefilm)
- 1969 : A Taste of Excitement
- 1969 : This is Your Captain Speaking (corto)
- 1970 : Professor Siebzig und seine Undine (corto)
- 1970 : Biografie – Ein Spiel (telefilm)
- 1970 : Skullduggery
- 1970 : Wie ein Blitz (miniserie TV)
- 1972 : Das Jahrhundert der Chirurgen (serie TV)
- 1972 : Versuchung im Sommerwind
- 1973 : Eine Frau bleibt eine Frau (serie TV)
- 1974 : Der Kommissar (serie TV), episodio Traumbilder
- 1975 : Das ohnmächtige Pferd (telefilm)
- 1981 : Zurück an den Absender (telefilm)
- 1983 : Bolero
- 1986 : Kir Royal (serie TV), episodio Königliche Hoheit
- 1988 : Klassezämekunft
- 1989 : Forsthaus Falkenau (serie TV, 12 episodios)
- 1991 : Linda
- 1991 : Jolly Joker (serie TV)